# Винсент (Ајова)
Винсент (енгл. Vincent) град је у америчкој савезној држави Ајова. По попису становништва из 2010. у њему је живело 174 становника.

## Демографија
Према попису становништва из 2010. у граду је живело 174 становника, што је 16 (10,1%) становника више него 2000. године.
| Група             | 2000.        | 2010.       |
| Белци             | 158 (100.0%) | 161 (92,5%) |
| Афроамериканци    | 0 (0,0%)     | 0 (0,0%)    |
| Азијати           | 0 (0,0%)     | 1 (0,6%)    |
| Хиспаноамериканци | 0 (0,0%)     | 11 (6,3%)   |
| Укупно            | 158          | 174         |